# Birgitta Alexius
Birgitta Alexius, född 22 mars 1939 i Stockholm, död 14 mars 2015 i Stockholm, var en svensk psykiatriker och överläkare vid Sankt Görans sjukhus.

## Biografi
Alexius var dotter till professor Gunnar Boalt och hans hustrun professor Carin Boalt, f Åkerman. Hon utbildade sig vid Karolinska Institutet och avlade med. lic-examen 1966. Hon disputerade för med. dr.-examen 1983 på en avhandling om effekter av samverkan mellan psykiatrisk akutvård och psykoterapeutiskt inriktade öppenvårdsinsatser. Hon publicerade efter hand en rad arbeten om organiska och reaktiva psykiatriska symtom vid HIV-infektion, farlighetsbedömning av psykiatriska patienter med mera.
Alexius var underläkare vid Mariakliniken 1968-1970 och därefter vid Långbro sjukhus 1970-1973. Hon arbetade på psykiatriska kliniken vid Sankt Görans sjukhus 1973-1983, och var avdelningsläkare på samma klinik 1983-1986, då hon blev biträdande överläkare där och sedan specialist i psykiatri och överläkare vid psykiatriska kliniken på Danderyds sjukhus samt konsult för HIV-infekterade patienter vid Roslagstulls sjukhus.
Från 1994 och fram till sin pensionering var hon sektionschef för akutsektionen på psykiatriska kliniken vid Sankt Görans sjukhus och slutligen överläkare vid samma klinik.
Alexius var politiskt engagerad som suppleant i Stockholms socialnämnd 1981-1985 och ledamot av Stockholms kommunfullmäktige 1985 (Stockholmspartiet).